# U (Micronesia)
U  (también llamado Uh) es un municipio de Estados Federados de Micronesia, en el estado de Ponapé. Según el censo de 2010, tiene una población de 3192 habitantes.

## Educación
El Departamento de Educación de Ponapé (en inglés: Pohnpei State Department of Education) es el encargado de las diferentes escuelas públicas del municipio, entre las que se encuentran:
- Awak Elementary School[3]
- Saladak Elementary School[3]